# Сельское поселение Александровка (Большеглушицкий район)
Се́льское поселе́ние Алекса́ндровка — муниципальное образование в Большеглушицком районе Самарской области.
Административный центр — село Александровка.

## Население
| 2010  | 2012  | 2013  | 2014  | 2015  | 2016  | 2017  |
| ----- | ----- | ----- | ----- | ----- | ----- | ----- |
| 1507  | ↘1506 | ↘1492 | ↘1475 | ↘1466 | ↘1438 | ↘1415 |
| 2018  | 2019  | 2020  | 2021  |       |       |       |
| ↘1378 | ↘1328 | ↘1309 | ↘1145 |       |       |       |

## Административное устройство
В состав сельского поселения Александровка входят:
- село Александровка,
- посёлок Малая Вязовка,
- посёлок Среднедольск.